# Nichelle Prince
Nichelle Patrice Prince (sinh ngày 19 tháng 2 năm 1995) là một cầu thủ bóng đá chuyên nghiệp người Canada, chơi ở vị trí tiền đạo cho câu lạc bộ National Women's Soccer League Houston Dash và đội tuyển quốc gia Canada.

## Sự nghiệp

### Houston Dash
Nichelle Prince là một cầu thủ bóng đá người Canada từng chơi cho đội Ohio State Buckeyes trong giải đấu đại học. Cô đã được Houston Dash chọn vào vị trí thứ 28 trong NWSL College Draft năm 2017.Tuy nhiên, vào năm 2019, Prince đã phải nghỉ thi đấu suốt phần lớn mùa giải sau khi bị rách sụn chêm trong trận đấu tại World Cup nữ 2019.

## Sự nghiệp quốc tế
Nichelle Prince là thành viên chủ chốt của đội tuyển bóng đá nữ Canada. Cô và đội của mình đã giành huy chương bạc tại Giải vô địch U-17 CONCACAF 2012 và Giải vô địch vòng loại Olympic nữ CONCACAF 2016 ở Guatemala.
Tại Thế vận hội Mùa hè 2016 ở Rio de Janeiro, Prince cùng đội tuyển Canada giành huy chương đồng Olympic. Năm 2019, cô được gọi vào đội tuyển quốc gia Canada tham dự Giải vô địch bóng đá nữ thế giới.
Năm 2021, Prince giành huy chương vàng Olympic cùng đội tuyển bóng đá nữ Canada tại Thế vận hội mùa hè 2020. Đây là một thành tích đáng khen ngợi trong sự nghiệp của cô.